# Serra de Ruixou
La Serra de Ruixou és una serra situada al municipi de Baix Pallars a la comarca del Pallars Sobirà, amb una elevació màxima de 1.569 metres.